# Joseph Clemens von Kaunitz-Rietberg
Joseph Clemens von Kaunitz-Rietberg (ur. 22 listopada 1743, zm. 3 listopada 1785 w Barcelonie) – austriacki szlachcic i dyplomata.

## Życiorys
Urodził się w 1743 roku, pochodził z morawskiej rodziny szlacheckiej. Był synem Wenzela Antona von Kaunitz i Marii Ernestine von Starhemberg. Służył jako ambasador Cesarstwa Austrii w Petersburgu, Sztokholmie (1775–1777) i Madrycie. 